# Antes que no
«Antes que no» es una canción interpretada por el cantante y compositor español David Bisbal, procedente de su sexto álbum de estudio, Hijos del mar (2016).

## Canción
La canción es el primer sencillo oficial del disco.  La canción fue compuesta por Bisbal, junto con Jean-Yves Ducornet y Claudia Brant y producida por Sebastián Krys. La canción también se caracteriza por incluir en ella un cuarteto de cuerda, que también reforzó el romanticismo que necesitaba la historia.

## Video musical
Para la grabación del videoclip se buscó un lugar que tuviera las características necesarias para reflejar nostalgia y romanticismo a las imágenes.  El videoclip de esta nueva canción fue filmado en las costas de Almería, España y fue dirigido por el director mexicano Ángel Flores.